# Hörnum (Schiff, 1919)
Die Hörnum war ein ursprünglich als Minensuchboot des Typs Minensuchboot 1916 der deutschen Kaiserlichen Marine gebautes, aber nicht mehr als solches fertiggestelltes Schiff, das nach dem Ende des Ersten Weltkriegs als Passagierschiff fertiggebaut und im Seedienst Ostpreußen eingesetzt wurde.

## Bau und technische Daten
Das Schiff wurde noch während des Ersten Weltkriegs im Jahre 1918 auf der Werft Joh. C. Tecklenborg in Geestemünde (Bremerhaven) für die Kaiserliche Marine auf Kiel gelegt und erhielt die Nummer M 140. Zwar wurde es bis Kriegsende im November 1918 nicht mehr fertiggestellt, aber da der Bau bereits sehr weit fortgeschritten war, durfte es weitergebaut werden. Der Stapellauf erfolgte am 15. April 1919 und die Fertigstellung im Juli 1919. Das Schiff war 59,60 m lang (über Alles) und 7,30 m breit und hatte 2,15 m Tiefgang. Es verdrängte 533 Tonnen. Zwei 3-Zylinder-Dreifach-Expansions-Dampfmaschinen mit zusammen 1850 PS und zwei Schrauben ermöglichten eine Höchstgeschwindigkeit von 16,0 Knoten.

## Geschichte
Bereits im Juni 1919 wurde das noch unfertige Schiff an die HAPAG verkauft, die es als Personenfähre fertigstellen ließ und auf den Namen Hörnum umtaufte. Nach ihrer Fertigstellung nahm die Hörnum am 30. Januar 1920 als erstes Schiff des Seediensts Ostpreußen mit einer Fahrt von Swinemünde nach Pillau ihren Dienst auf. Ihr folgte sehr bald ihr Schwesterschiff Helgoland, die ebenfalls bereits 1918 bei Joh. C. Tecklenborg in Geestemünde als Minensuchboot M 139 auf Kiel gelegt worden war.
Beide Schiffe erwiesen sich allerdings als ungeeignet für die lange Fahrtzeit von 15 Stunden zwischen Swinemünde und Pillau. Sie waren zu klein und wenig komfortabel und konnten mangels Schlafkabinen nicht für Nachtfahrten eingesetzt werden. Im Jahre 1922 wurde die Hörnum daher an die Liverpool & North Wales Steam Ship Co. in Liverpool verkauft, die sie in St. Elian umbenannte und an der Westküste Englands und Wales’ im Küstenverkehr einsetzte. 1928 erfolgte ein erneuter Verkauf, diesmal an die 1925 gegründete Società Anonima Partenopea di Navigazione in Neapel, die das Schiff in Partenope umbenannte und im Verkehr zu und zwischen den Pontinischen Inseln benutzte. Nach Komplettrenovierung und Umstellung auf Ölfeuerung wurde das Schiff ab dem 5. Dezember 1949, unter dem neuen Namen Ischia, zwischen Neapel, Procida und Ischia eingesetzt.
1972 wurde das sehr überalterte Schiff an Carmine Luri aus Salerno verkauft, der es unter dem neuen Namen Bucaneer zum schwimmenden Restaurant umbaute. Als solches war es noch mindestens bis 1994 in Betrieb.